# João Bosco Serra e Gurgel
JB Serra e Gurgel, mais conhecido por Serra (Acopiara/ CE, 22 de março de 1943) é um jornalista brasileiro, professor, servidor público, escritor.  É  autor de livros sobre café, comunicação (Relações Públicas), Previdência Social e gíria (Dicionário de Gíria) que em 2018 chegou a 9ª,. edição.
JB Serra e Gurgel nasceu em Acopiara/CE a 365 km de Fortaleza, que acolheu o Patriarca da Família Gurgel, Henrique Gurgel do Amaral Valente, em 1808,  fornecedor de secos e molhados para os trabalhadores que implantavam a Estrada de Ferro de Baturité,  da Rede de Viação Cearense. 
Seus pais nasceram em Acopiara e Tauá.
Fez o curso primário no Grupo Escolar de Acopiara,  começou o ginasial. no Seminário São José do Crato e concluiu no Colégio Lourenço Filho em Fortaleza e fez o colegial no Colégio Estadual do Ceará, Liceu, em Fortaleza.
Em Fortaleza, iniciou-se no Jornalismo, na Gazeta de Noticias e trabalhou no jornal O Estado e na Rádio Dragão do Mar. 
Foi para o Rio de Janeiro, em 1963, trabalhou na Última Hora, nas agencias Asapress e Inrterpress, na sucursal do Diário de São Paulo, e no Indice  Banco de Dados.
Em 1964, ingressou no curso de Ciências Sociais, da Faculdade Nacional de Filosofia da Universidade do Brasil, concluindo em 1968 no Instituto de Ciências Sociais da UFRJ.
Em 1966, foi trabalhar com Ibrahim Sued, como redator de sua coluna em O Globo, e depois no seu programa na Rede Globo, Ibrahim Sued o Repórter.
Em 1972, foi nomeado diretor da Cia, de Turismo do Estado do Rio de Janeiro, depois foi para a Assessoria do presidente da EMBRATUR e do IBC. 
Em 1974, trabalhou como Assessor do Ministro da Previdência e Assistência Social, Luiz Gonzaga do Nascimento Silva, e depois com o presidente do INSS, Reinhold Stephanes.
Em 1976 fez concurso para Técnico de Comunicação Social do MPAS,;
Em 1979, foi requisitado pela Presidência da República onde foi Coordenador de Divulgação da Secretaria de Imprensa e Divulgação da Presidência da República até 1985.
Em 1980, foi contratado como professor por tempo parcial na Faculdade de Comunicação da UnB, lecionando Técnicas de Relações Publicas e Publicidade e Propaganda.
A partir de 1985, trabalhou como Assessor nos Ministérios da Fazenda, Agricultura, `Planejamento e Saúde.
Voltou à Previdência Social e foi Assessor de Comunicação dos ministros Reinhold Stephanes, Sergio Cutolo e Antônio Brito

## Trabalhos Publicados
Coordenador Editorial das publicações da Companhia de  Turismo do Estado do Rio de Janeiro - FLUMITUR (1972-1974)
Coordenador Editorial das publicações do Instituto Brasileiro do Café  IBC (1972-1974)
Co-autor com Renata Bernardes e Mary Lucy Gurgel Valente de
- Café: Cooperação Internacional dos Produtores (1972)

Co-autor com Renata Raposo Bernardes de 
- Café: Intervenções Oficiais e Orgãos Cafeeiros do Brasil (1973)

Co-autor com Gildo Wichers Lopes, Orlando Sá Leite e Renata Raposo Bernardes de
- Panorama Econômico do Café (1973)

Coordenador Editorial das publicações da Associação Brasileira da Indústria de Torrefação e Moagem de Café - ABIC (1974-1977)
Coordenador Editorial das publicações da Subsecretaria  de Relações Públicas da Secretaria de Comunicação Social, da Presidência da República, SECOM/PR (1979-1980)
Coordenador Editorial das publicações da Secretaria de Imprensa e Divulgação, da Presidência da República, SID/PR (1981-1985)
Co -autor com Luis Carlos Buenting de 
+Legislação Básica de Comunicação Social, 1a .,  2a ., e  3a. edições (1982-1984)
Co-autor com Luis Carlos Buentng de
- A Comunicação Social na Presidência da Repúblicas (1984)

Co-autor com Luis Carlos Buenting de
- Mercado Brasileiro de Comunicação Social, 1a., 2a., e 3a. edições (1982-1984)

- Autor de “Modismo Linguístico: o Equipamento Linguístico Falado do Brasileiro” in Jornal do Commércio,j do Rio de Janeiro 20-21 e 27-28.05.84.
- Autor de Palavras e Blocos de Palavras: a Estandardização da Linguagem” in Jornal do Commércio, do Rio de Janeiro, 25-26.03 e 01.02.04.84.
- Autor de “Uniblocos e Multiblocos de Palavras: a Linguagem Tecnotrônica” in Jornal do Commércio, do Rio de Janeiro 20-23 e 29-30.04.84.
- Autor de “Cronologia da Evolução Histórica das Relações Públicas”, in Cadernos de Comunicação , da UnB (1981).
- Autor de  “A Evolução das Relações Públicas no Contexto da Comunicação” in Cadernos de Comunicação da UnB (1982).
- Editor Responsável pelo INFORMÍDIA, no DAP, da Faculdade de Comunicação da UnB.

## Participação em Congressos, Conferências e Missões Oficiais
Membro da delegação brasileira às negociações entre produtores de café, Genebra, Suíça, 1972.
Membro da delegação brasileira às negociações entre produtores e consumidores de café, na Organização Internacional do Café-OIC, em Londres, Inglaterra, 1972.
Coordenador da participação do Instituto Brasileiro do Café na EXPO 72, em Bruxelas, Bélgica, 1972.
Coordenador da participação da Companhia de Turismo do Estado do Rio de Janeiro-FLUMITUR na Conferência da COTAL, na Cidade do Panamá, Panamá, 1972.
Participante do Congresso Extraordinário da COTAL, em São Paulo, Brasil, 1972.
Chefe da Delegação da Companhia de Turismo do Estado do Rio de Janeiro-FLUMITUR na assembleia da União Internacional dos Organismos Oficiais de Turismo-UIOOT, em Caracas, Venezuela, 1972.
Membro da delegação da Companhia de Turismo do Estado do Rio de Janeiro à 1a. Reunião Oficial de Turismo, em Brasília, Brasil, 1972.
Coordenador do I Seminário de Turismo da Amazônia, promovido pela Empresa Brasileira de Turismo-EMBRATUR, em Manaus, Amazonas, Brasil, 1972.
Secretário Executivo da 1a. Conferência Nacional da Indústria Brasileira de Torrefação e Moagem de Café, 1a. CONCAFÉ, em Fortaleza, Ceará, Brasil, 1974.
Secretário Executivo da 2a. Conferência Nacional da Indústria Brasileira de Torrefação e Moagem de Café, 2a. CONCAFÉ, em São Lourenço, Minas Gerais, Brasil, 1975.
Secretário Executivo da 3a. Conferência Nacional da Indústria Brasileira de Torrefação e Moagem de Café, 3a. CONCAFÉ, em Aracaju, Sergipe, Brasil, 1976.
Secretário Executivo da 4a. Conferência Nacional da Indústria Brasileira de Torrefação e Moagem de Café, 4a. CONCAFÉ, em Brasília, Distrito Federal, Brasil, 1977.
Chefe da delegação do Ministério da Previdência e Assistência Social no III Encontro de Brasília, promovido pela Assessoria de Relações Públicas da Presidência da República, em Brasília, Distrito Federal, Brasil, 1977.
Secretário Executivo do I Seminário Nacional do Sistema de Comunicação Social do Poder Executivo, promovido pela Secretaria de Comunicação Social, da Presidência da República, em Brasília, Distrito Federal, Brasil, 1979
Visita oficial a convite do governo da República Federal da Alemanha para conhecer o Sistema de Comunicação Social alemão, em 1983.
Visita oficial a convite do governo dos Estados Unidos da América para conhecer o Sistema de Comunicação Social americano, 1984.
Visita oficial ao Peru, para intercâmbio das ações de Comunicação Social, no combate à cólera, 1991.
Curso de Elaboração, Análise, Acompanhamento e Avaliação de Projetos, realizado pelo Instituto de Pesquisa Econômica Aplicada-IPEA, em Brasília, DF, 1991.
Seminário Internacional New Directions in Marketing, conduzido por Philip Kotler, em São Paulo, 1997.

## Livros Publicados
- Autor de “Cronologia da Evolução Histórica das Relações Públicas (1985). Linha Gráfica e Editora, Brasília-DF.
- Autor de “Dicionário de Gíria. Modismo Linguístico. O Equipamento Falado do Brasileiro”.
- 1ª  edição (1990) Editora MEC, Rio de Janeiro-RJ;
- 2ª  edição 1993 Editora MEC, Rio de Janeiro-RJ;
- 3ª  edição 1995 Gráfica Valci, Brasília-DF;
- 4ª edição 1997 Gráfica Valci, Brasília-DF;
- 5ª edição 1998 Gráfica Valci, Brasília-DF.
- 6ª edição 2000 Gráfica Valci Brasília –DF.
- 7ª edição 2003 Gráfica Valci Brasíla-DF
- 8ª.edição 2010  Nova Gráfica Brasília DF
- 9ª. edição 2018 Nova Gráfica Brasilia DF
- Livro Negro da Previdência Social, 2004, ANASPS-DF
- Livro Negro da Previdência Social, 2005, ANASPS-DF
- Livro Negro da Previdência Social, 2006, ANASPS-DF
- Livro Negro da previdência Social, 2007, ANASPS-DF
- Livro Negro da Previdência Social, 2008 (ANASPS-DF)
- ivro Negro da Previdência Social, 2009, ANASPS-DF
- Livro Negro da Previdência Social, 2010, ANASPS-DF
- Livro Negro da Previdência Social, 2011, ANASPS-DF
- Livro Negro da previdência Social, 2012, ANASPS-DF
- Livro Negro da Previdência Social, 2013, ANASPS-DF
- Livro Negro da Previdência Social, 2014, ANASPS-DF
- Livro Negro da Previdência Social, 2015, ANASPS-DF
- Livro Negro da previdência Social, 2016, ANASPS-DF
- Livro Negro da previdência Social, 2017, ANASPS-DF
- Livro Evolução da Previdência Social” (2008), 1ª. edição. com prefácio do ministro Jarbas Passarinho
- Livro Evolução da Previdência Social” (2014), 2ª. edição. com prefácio do ministro Reinhold Stephanes
- Livro Evolução da Previdência Social” (2018), 3ª. edição. com prefácio do Baldur Schubert, ex presidente do INSS..
- Nas Terras do Senhor Meu Pai, Thesaurus, Brasília, 2016
- Nas Terras do Senhor Meu Rei, Nova Gráfica, 2018
- Foi Coordenador dos livros da Casa do Ceará:
- Casa do Ceará, 50 anos de Brasília, com biografias de 150 cearenses, pioneiros de Brasília, 2010
- Casa do Ceará 50 anos, com biografias de 150 cearenses que construíram suas vidas em Brasília, 2013

## Cursos de Atualização
Elaboração, Análise, Acompanhamento e Avaliação de Projetos 
IPEA , 1991
APG MBA Executivo Internacional, Versão Intensiva
AMANA, 1997
APG MBA  Executivo Internacional, Sequência anual do APG
AMANA, 1998
Seminário Internacional New Negotiation Strategies. Com Roger Fisher
HSM, 1997
Seminário Internacional  Special Management Programs – Competing for the Future, com C.K. Prahalad
HSM, 1998
Seminário Internacional  The new management and the new company, com Tom Peters
HSM, 1998

## Condecorações
Medalha do Pacificador, do Exército, (1992)
Medalha do Mérito Santos Dumont, da Aeronáutica (1981)
Medalha do Mérito Tamandaré, da Marinha (1993)
Ordem do Rio Branco, do Ministério das Relações Exteriores, (1984)
Ordem do Mérito Militar, do Exército, (1984)
Ordem do Mérito Naval, da Marinha, (1984)